# Bogdan Masłowski
Bogdan Masłowski (ur. 2 października 1920 w Grudziądzu, zm. 8 stycznia 2000 w Bydgoszczy) – polski lekkoatleta, specjalista rzutu młotem, wielokrotny mistrz i rekordzista  Polski.

## Życiorys
Rozpoczął karierę lekkoatletyczną przed II wojną światową, zdobywając brązowy medal mistrzostw Polski juniorów w 1938 w rzucie dyskiem. 1939 zajął 4. miejsce w finale rzutu młotem w mistrzostwach Polski seniorów.
Po II wojnie światowej był pięciokrotnie mistrzem Polski w rzucie młotem w 1948, 1949, 1950, 1951 i 1952, wicemistrzem w 1947 oraz brązowym medalistą w 1953 i 1954.
Trzykrotnie poprawiał rekord  Polski w rzucie młotem, osiągając odległości: 53,03 m (24 czerwca 1951, Wrocław), 53,21 m (1 maja 1952, Bydgoszcz) i 55,30 m (21 czerwca 1952, Warszawa).
W latach 1949–1952 wystąpił w sześciu meczach reprezentacji Polski (6 startów), odnosząc 2 zwycięstwa indywidualne.
Rekordy życiowe:
- rzut młotem – 55,30 m (21 czerwca 1952, Warszawa)
- rzut dyskiem – 40,54 m (15 października 1950, Bydgoszcz)

Był zawodnikiem Polonii Bydgoszcz (1936-1939 i 1946-1947), HKS Bydgoszcz(1948), Gwardii Bydgoszcz (1949-1952), OWKS Bydgoszcz (1953), Budowlanych Bydgoszcz (1954)  i Budowlanych Wrocław (1955).
Po zakończeniu kariery zawodniczej był trenerem PZLA. W latach 1957–1966 był trenerem kadry narodowej i olimpijskiej w rzucie młotem.
Opublikował książki:
- Młot (wspólnie z Pawłem Kozubkiem i Sławomirem Zieleniewskim, 1959)
- Rzut młotem (wspólnie ze Sławomirem Zieleniewskim, 1964)